# Indanthura carinata
Indanthura carinata là một loài chân đều trong họ Anthuridae. Loài này được Pillai & Eapen miêu tả khoa học năm 1966.